# قصر بني ملال

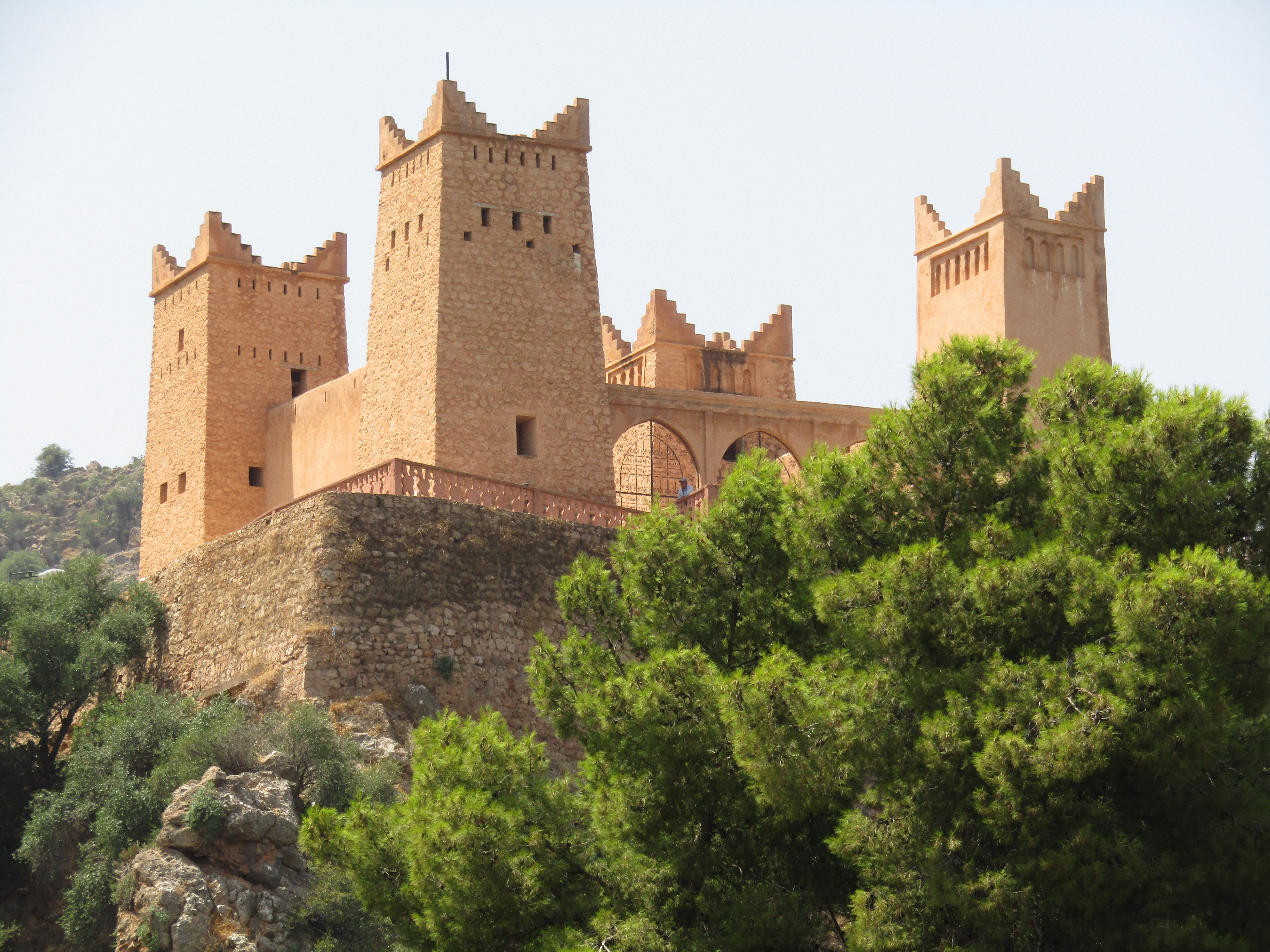
صورة لقصر بني ملال

قصر بني ملال أو قصبة بلكوش هي بناية ضخمة مصنوعة من الحجر، القصبة لا تبعد إلا بمسافة قصيرة سيرا على الأقدام من المدار السياحي عين أسردون، يمكن من المكان الإستمتاع بالمنظر البانورامي المطل على الحدائق الأندلسية التصميم المنتشرة في أرجاء بني ملال وعين أسردون، كما يمكن من خلاله رؤية معظم بنيات وشوارع مدينة بني ملال التي تقع تحت سفح الجبل المشيد عليه.
قصبة بلكوش تسمى حاليا بقصبة بني ملال أو قصر بني ملال وتقع شامخة في رأس جبال تاسميت ( جبال الأطلس المتوسط ) على علو 2274 متر. القصبة بنيت من طرف السلطان العلوي مولاي اسماعيل في موقع استراتيجي يمكن من مراقبة كل ما يجول ويصول بمدينة بني ملال.

## الأهمية التراثية
بني القصر بأمر من السلطان العلوي المولاي إسماعيل رغبة منه في تحقيق الإستقرار والأمن في مدينة بني ملال حيث يمكنه رؤية كل يحول ويجول في المدينة. يعد قصر بني ملال من أهم المعالم الثراثية لمدينة بني ملال ، بالإضافة لموقعه الإستراتيجي حيث يعد من بين أهم المناطق السياحية بمدينة بني ملال.

## معرض الصور

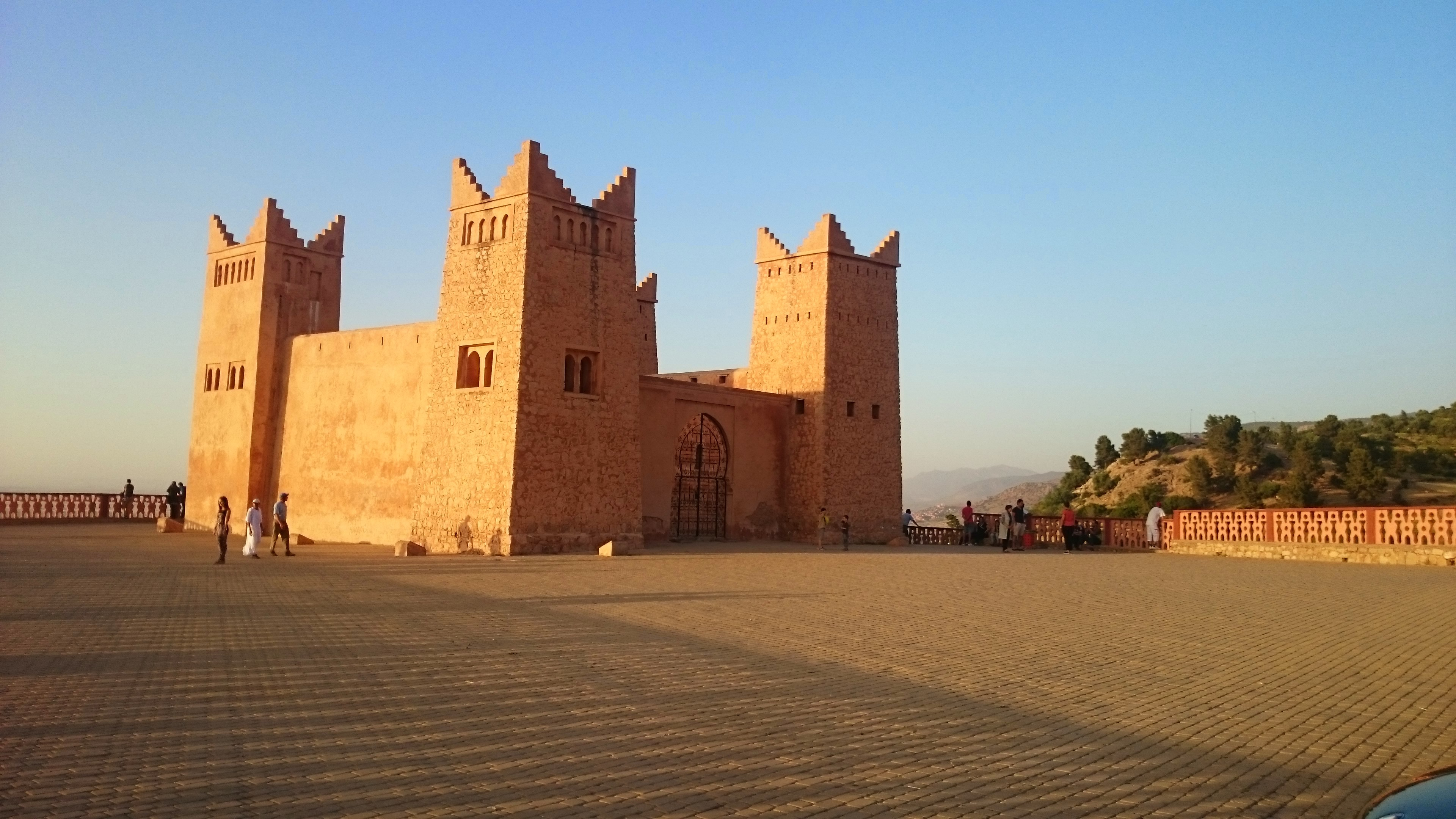
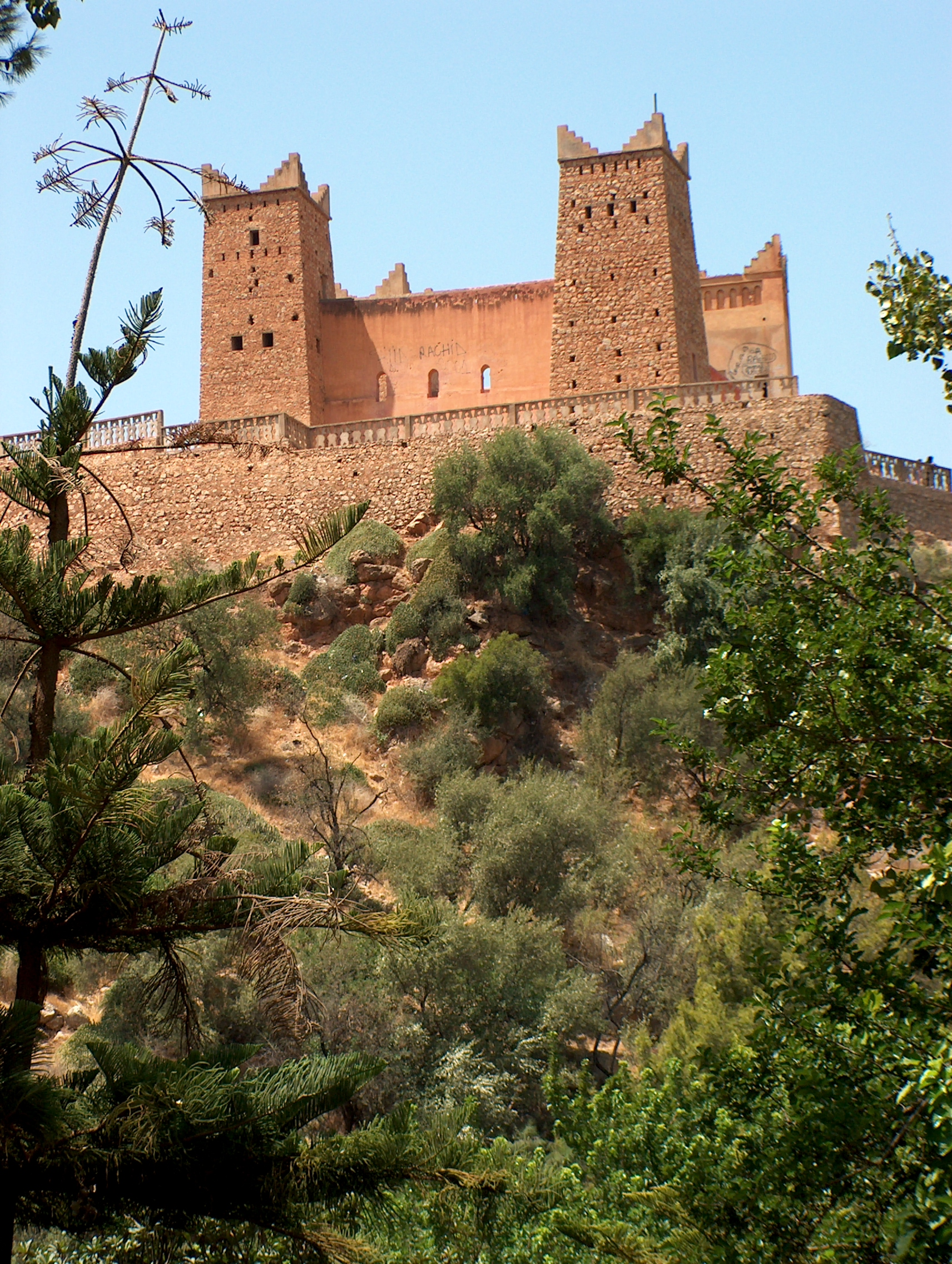
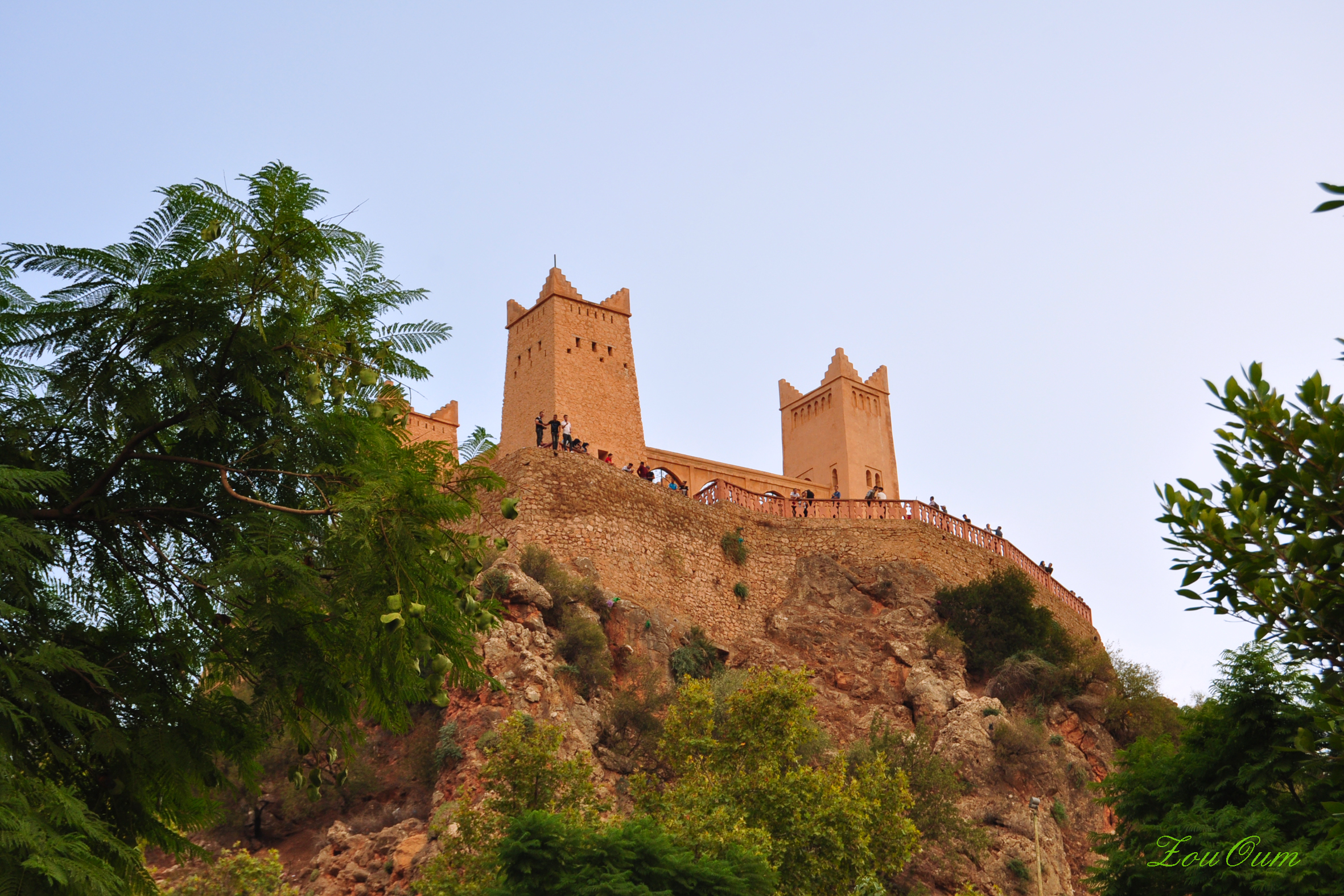
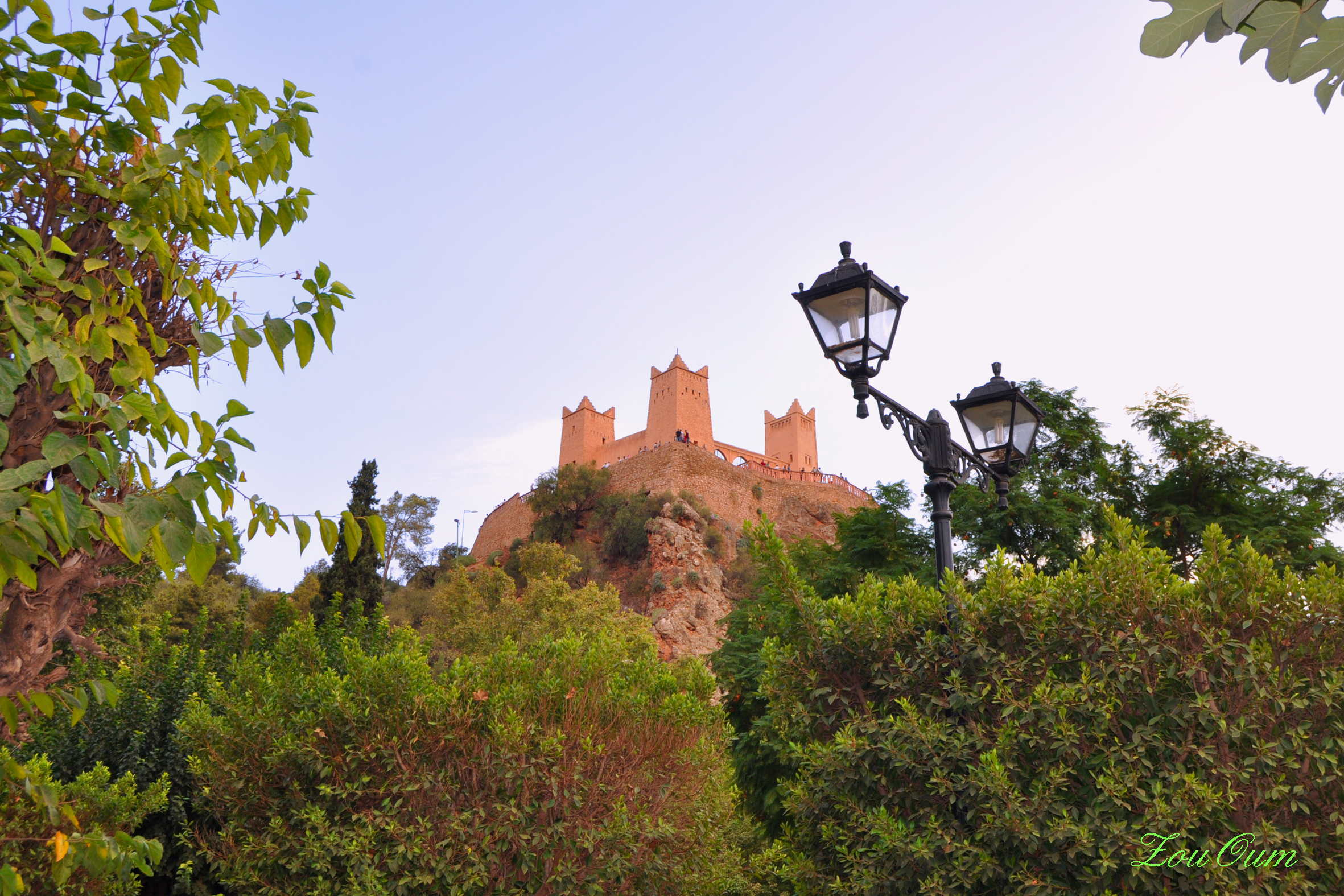
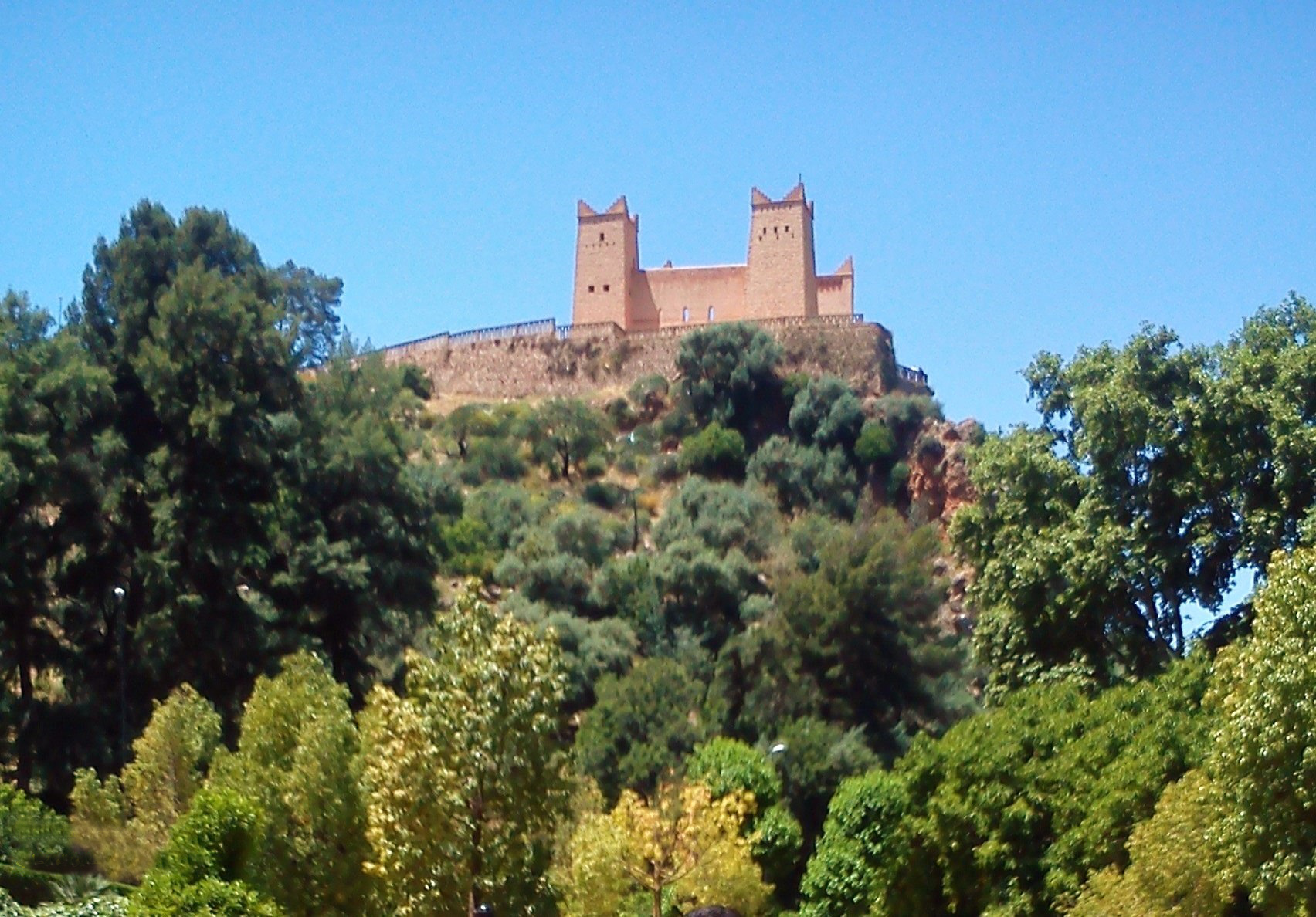
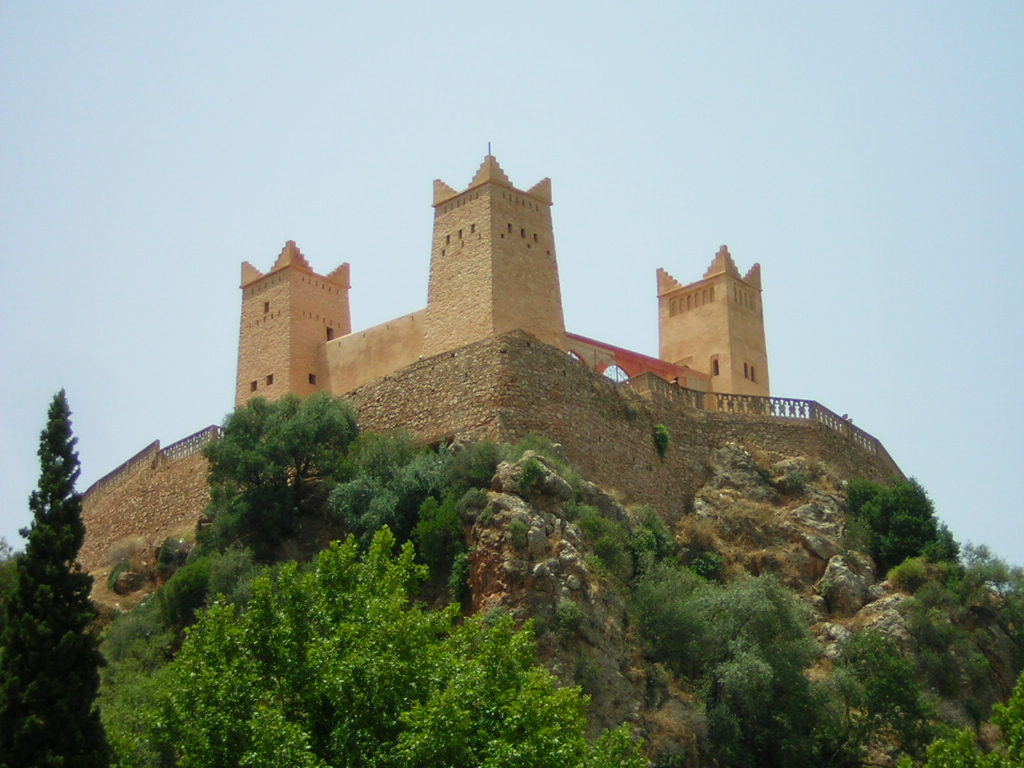
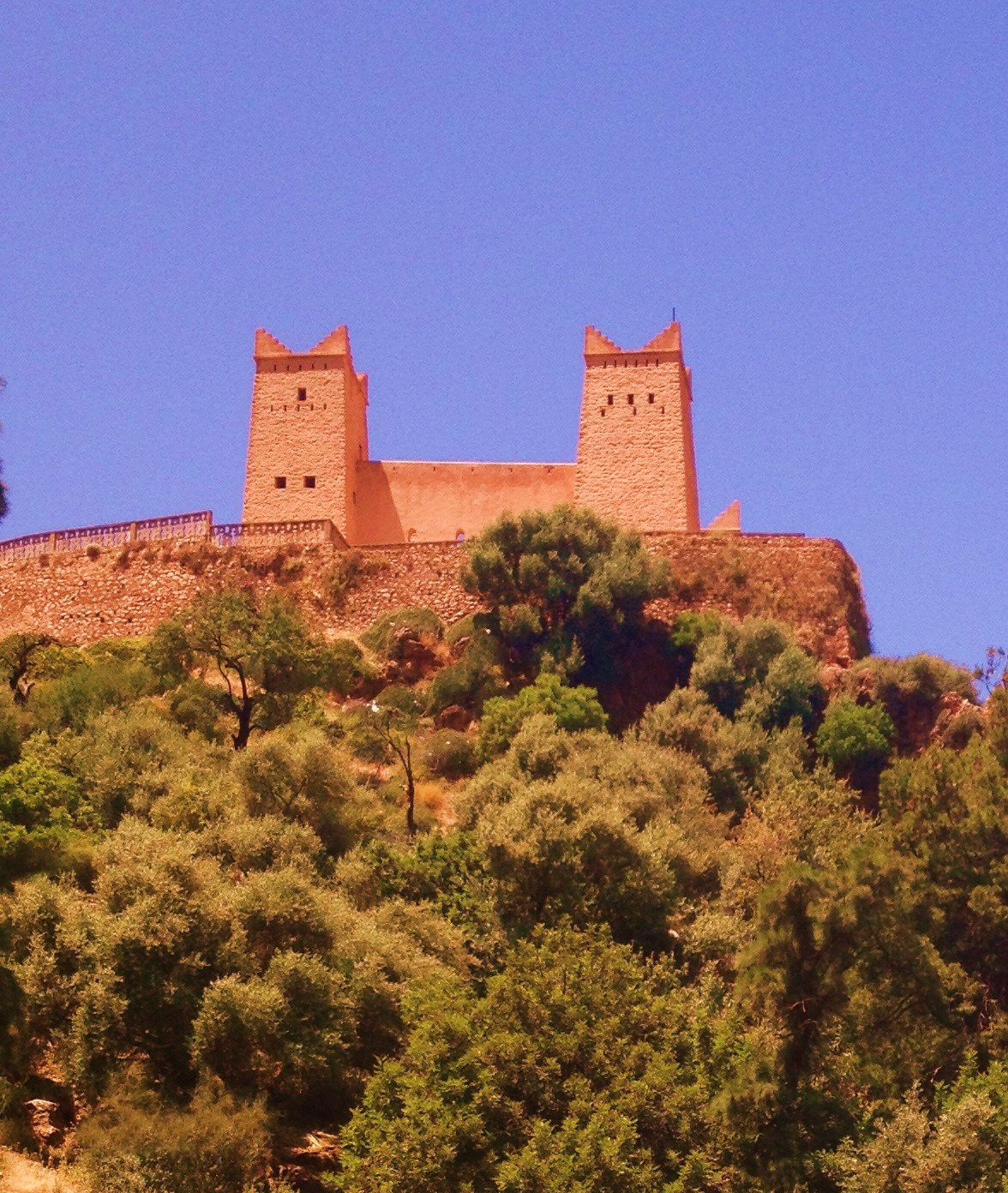
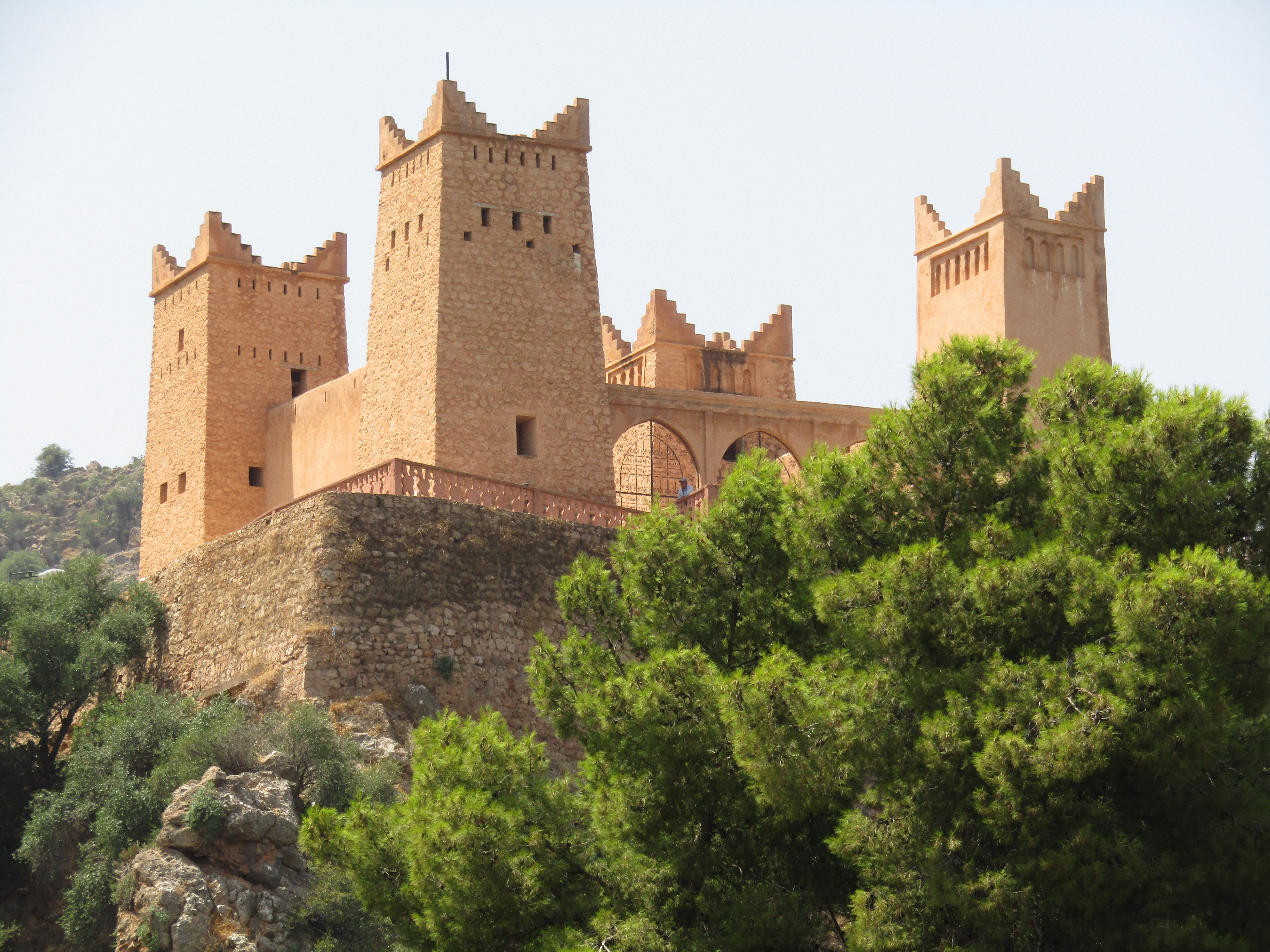
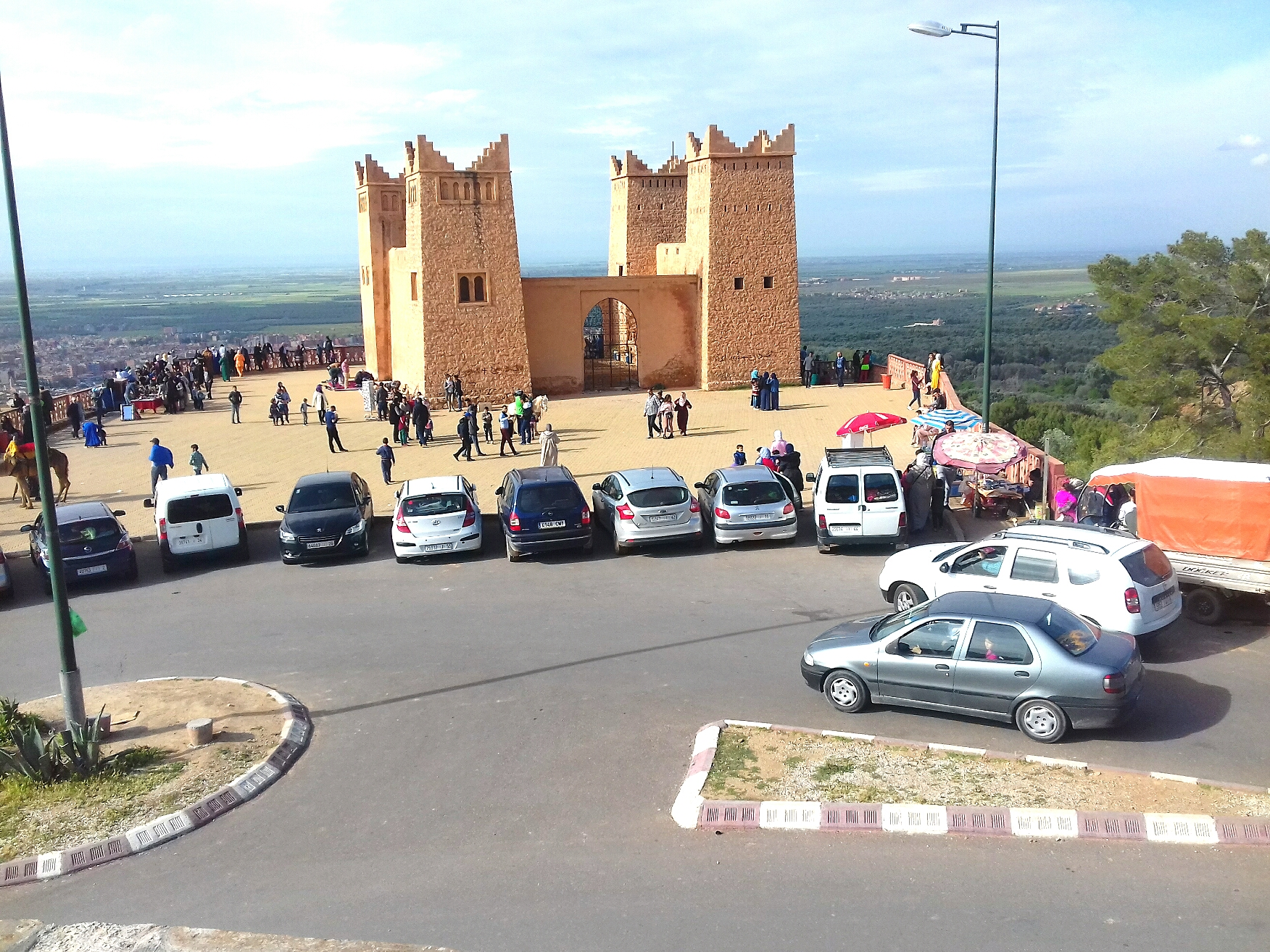
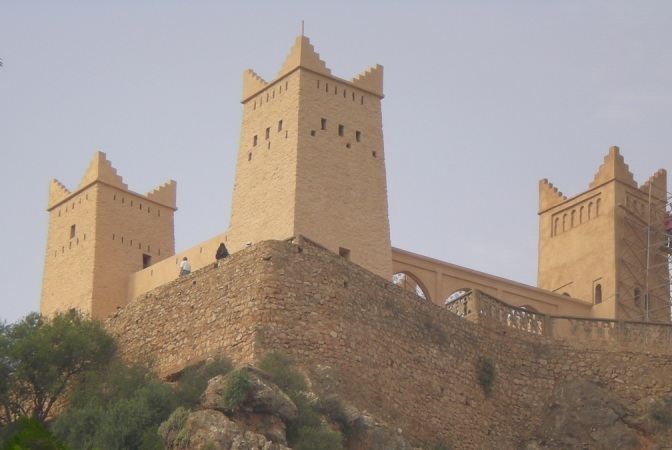
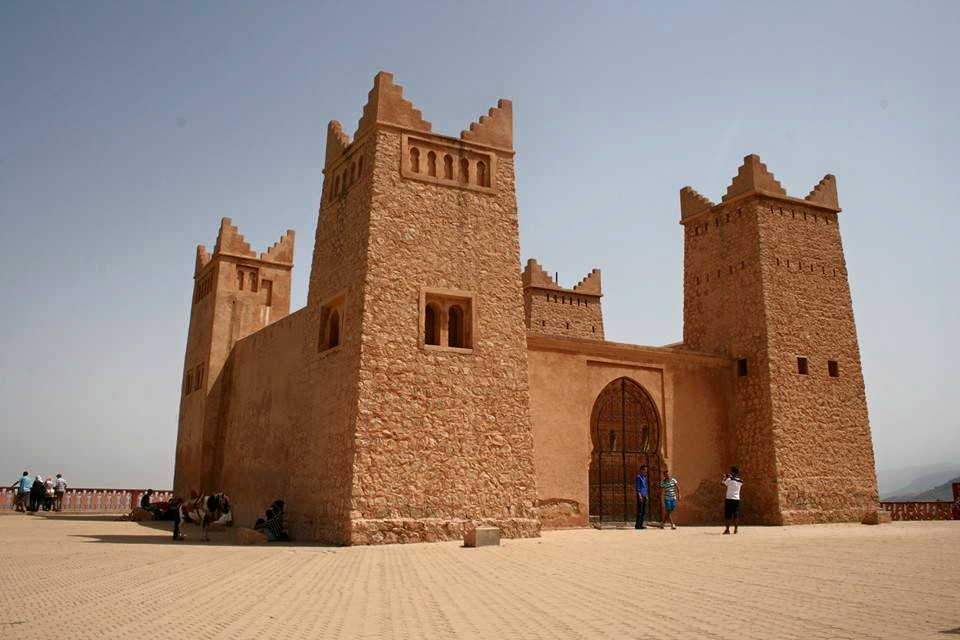